# Heads Will Roll
Singles de Yeah Yeah Yeahs
Zero
(2009) Skeletons
(2010)
Heads Will Roll est une chanson et le deuxième single issu du troisième album du groupe de musique américain Yeah Yeah Yeahs, sorti en Angleterre en version vinyle et CD le 29 juin 2009. Coécrite par Karen O et Nick Zinner, respectivement chanteuse et guitariste du groupe, la chanson fut l'une des dernières écrites pour l'album It's Blitz!. Elle est produite par l'ingénieur du son britannique Nick Launay et le guitariste new-yorkais Dave Sitek. 
Ce morceau a été utilisé comme bande son pour le film Projet X, sorti en 2012 dans les salles de cinéma. Le clip relatif à la chanson a été nommé aux MTV Video Music Awards de 2009. Ce morceau est également devenu très populaire grâce au remix effectué par le DJ canadien A-Trak.
Le morceau est également entendu dans les dernières minutes de l'épisode 5 de la saison 1 de la série télévisée Chucky, diffusée depuis le 12 octobre 2021 sur Syfy et USA Network, et diffusé en France au 1er avril 2022 sur Salto et également dans l’épisode 7 de la saison 1 de la série télévisée Gen V, diffusée depuis le 27 octobre 2023 sur Amazon Prime Vidéo

## Liste des pistes
| 1. | Heads Will Roll                     | 3:44 |
| 2. | Heads Will Roll (Passion Pit Remix) | 4:39 |

| 1. | Heads Will Roll (Passion Pit Remix)     | 4:37 |
| 2. | Heads Will Roll (Tommie Sunshine Remix) | 5:22 |
| 3. | Heads Will Roll (Little Vampire Remix)  | 4:47 |
| 4. | Heads Will Roll (James Iha Remix)       | 4:15 |

## Classement hebdomadaire
| Classement (2009-10)                    | Meilleure position |
| --------------------------------------- | ------------------ |
| Allemagne (Media Control AG)            | 73                 |
| Belgique (Flandre Ultratop 50 Dance)    | 1                  |
| Belgique (Flandre Ultratop 50 Singles)  | 1                  |
| Belgique (Wallonie Ultratop 50 Dance)   | 1                  |
| Belgique (Wallonie Ultratop 50 Singles) | 7                  |
| France (SNEP)                           | 45                 |
| Royaume-Uni (UK Singles Chart)          | 89                 |